# Cảng Hachinohe
Cảng Hachinohe (八戸港 Hachinohe-kō) là cảng biển nằm ở thành phố Hachinohe, tỉnh Aomori, giáp gần bờ biển Thái Bình Dương.